# Lombarde (Schmuckbuchstabe)

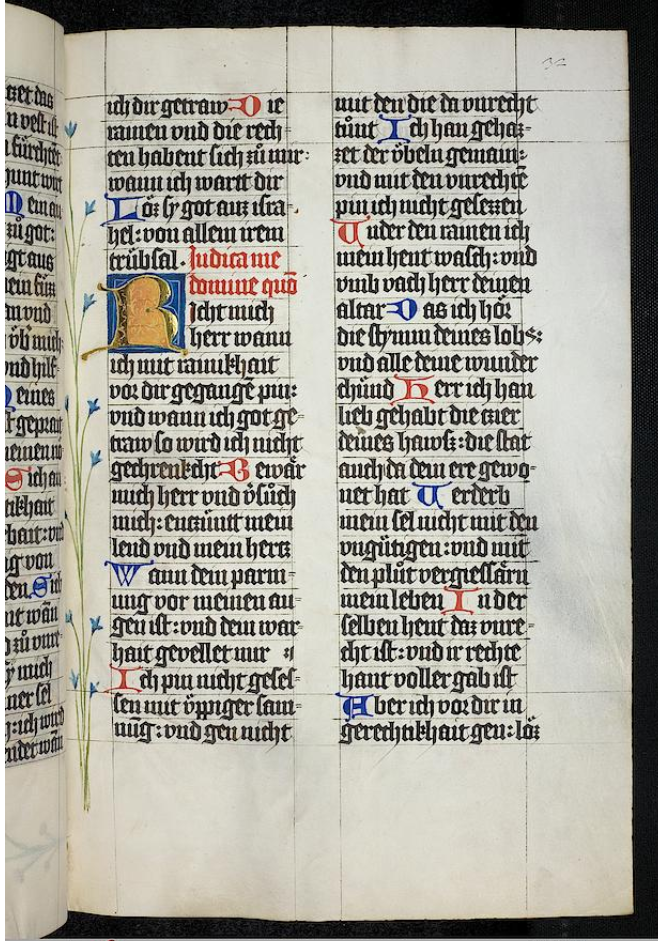
Psalter mit Lombarden (15. Jahrhundert). Die abwechselnd roten und blauen Lombarden sind viel kleiner als die einzelne R-Initiale. Sie sind hier nur wenig größer als die Textura-Kleinbuchstaben und tauchen auch innerhalb von Zeilen auf.

Eine Lombarde ist ein im Vergleich zur Grundschrift größerer und andersfarbiger Schmuck- und Gliederungsbuchstabe. Lombarden sind unziale Großbuchstaben, die in spätmittelalterlichen Handschriften (ca. 1250–1500) und Inkunabeln (1438–1500) vorkommen. Meist sind sie abwechselnd rot und blau gefärbt. Der Begriff Lombarde wird in den Bereichen Paläografie, Kalligrafie, Paläotypie und Typografie verwendet. Lombarden zählen zum Buchschmuck.

## Zur Bezeichnung
Wegen ihrer Verwendung als Anfangsbuchstaben werden Lombarden häufig als Initialen bezeichnet, was jedoch nicht korrekt oder zumindest ungenau ist. Wolfgang Beinert gibt an: „Lombarden sind keine Initialen, auch wenn sie wie ‚kleine Initialen‘ aussehen.“ Initialen seien „opulenter“ verziert als Lombarden, die zudem auch deutlich kleiner seien als Initialen.
Lombarden werden auch lombardische Versalien oder lombardische Majuskeln genannt. František Muzika schrieb über die „sogenannten“ lombardischen Versalien, zu dieser Bezeichnung sei es „aus unerfindlichen Gründen“ gekommen. Man könne sie „schwerlich mit der Lombardei und umso weniger mit dem lombardischen oder gar langobardischen Schriftschaffen in Beziehung bringen“.
Rötliche Lombarden werden als „rubrizierte Lombarden“ bezeichnet. Im weiteren Sinn kann man auch Lombarden in anderen Farben zur Rubrizierung zählen.

## Gestalt und Farben

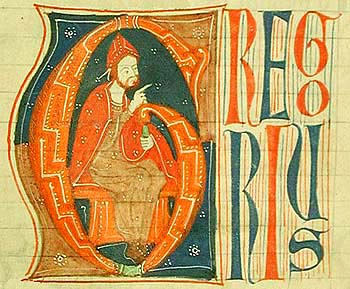
Gregorius geschrieben mit G-Initiale und länglichen Lombarden (13. Jahrhundert). In der G-Initiale ist Papst Gregor IX. zu sehen.

Lombarden sind größer als die normalen Buchstaben, sie können sich auch über zwei oder drei Verszeilen erstrecken. Typisch sind Verzierungen, die im Vergleich zu (anderen) Initialen spärlich oder sogar grob wirken, zum Beispiel schlichte Schnörkel, Schleifen, senkrechte oder waagerechte Striche, aber auch stilisierte florale Ornamente (Fleuronné, z. B. Maiglöckchen, Blätter und Blüten). Einfache Lombarden wurden in wenigen Zügen gezeichnet und direkt mit der Feder ausgemalt.
Die gotische Unziale ist die Grundform der Lombarden. Laut František Muzika handelt es sich bei dieser Unziale um die „ältere Form der gotischen Buchmajuskel“. Die Buchstaben passten sich der äußeren Kontur eines Quadrates oder Rechtecks an. Bernhard Bischoff nennt die Formen der Lombarden „schwer“ und „bauchig“.
Lombarden wurden fast ausschließlich entweder blau oder rot gefärbt.
Die Tinte wurde aus Mennige (minium) oder aus blauen (lazurium) Pigmenten in Wasser, unter Zusatz von Eiweiß oder Eigelb, angesetzt.

## Verwendung

### In Handschriften
Vom 13. bis zum 16. Jahrhundert wurden neben reich geschmückten Initialen zusätzlich Lombarden für Hervorhebungen in den Texten der gotischen Minuskel verwendet. In Handschriften wurden sie mit einer Rohrfeder oder einem Gänsekiel geschrieben.

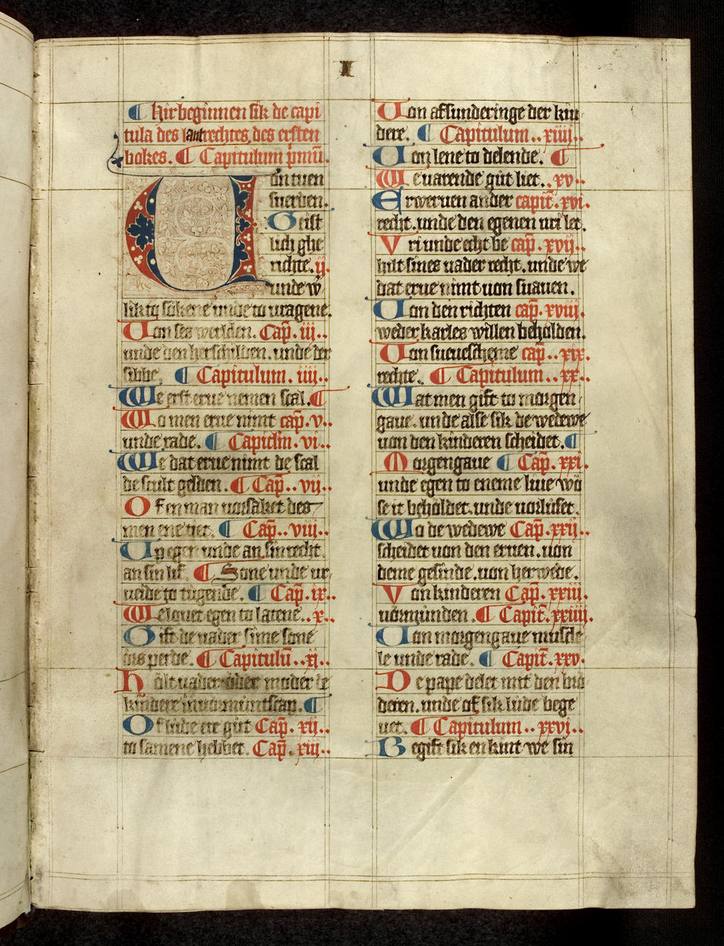
Sachsenspiegel, frühes 14. Jahrhundert: Initiale und Lombarden, Textura als Grundschrift
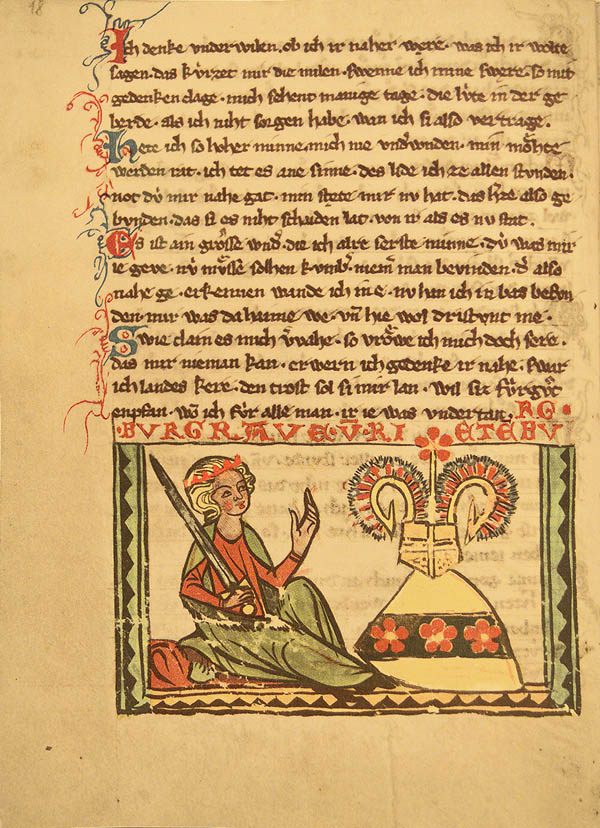
Beispiel einer Rubrizierung mit Lombarden (14. Jh.)

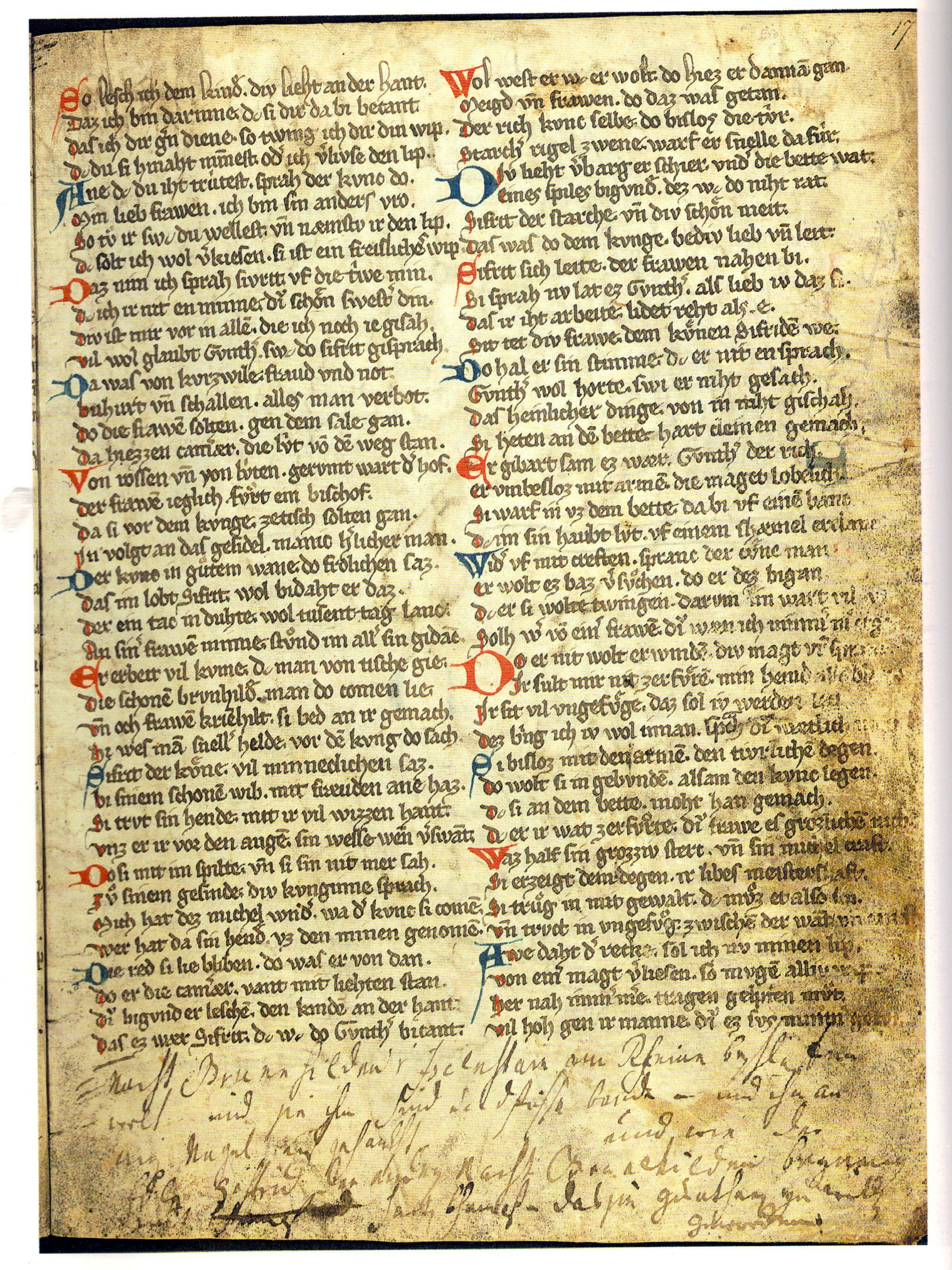
Nibelungenlied, um 1300
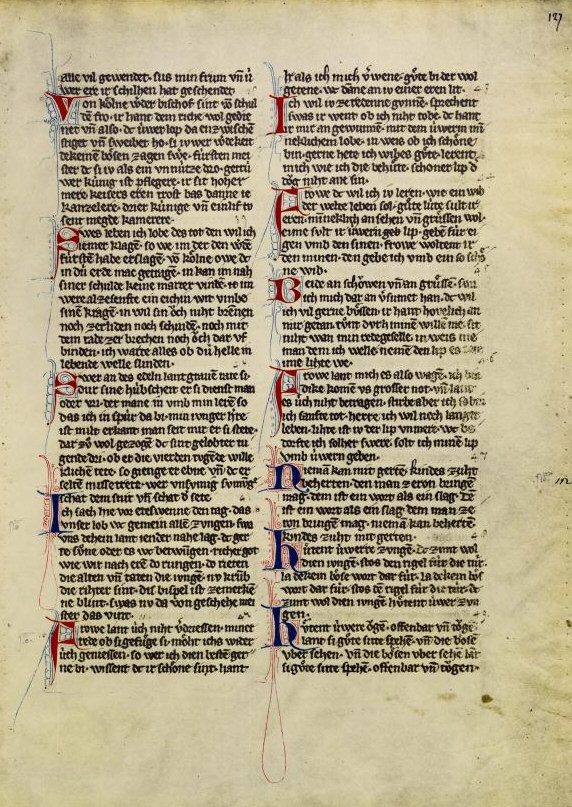
Codex Manesse, fol. 127r (Walther von der Vogelweide)
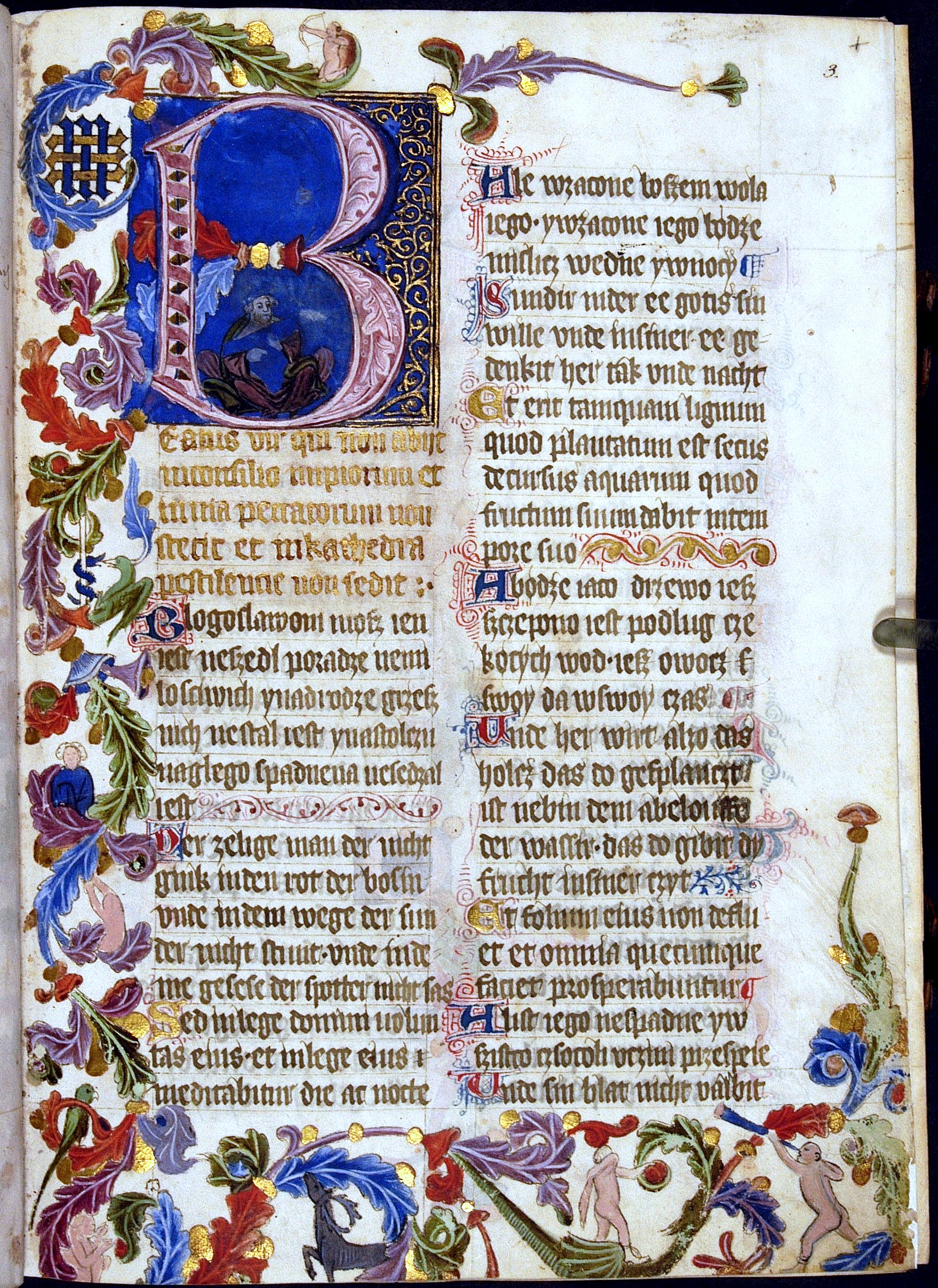
Psalter mit blauen, roten und goldenen Lombarden (Polen, 14./15. Jahrhundert)

### In Buchdrucken
Die Auszeichnungen in der Gutenberg-Bibel entstanden im Anschluss an den Buchdruck. Sie waren die Aufgabe des Rubrikators. Gutenbergs Nachfolger Peter Schöffer druckte beim Mainzer Psalter bereits den Text zusammen mit Initialen und Lombarden in einem Druckvorgang.

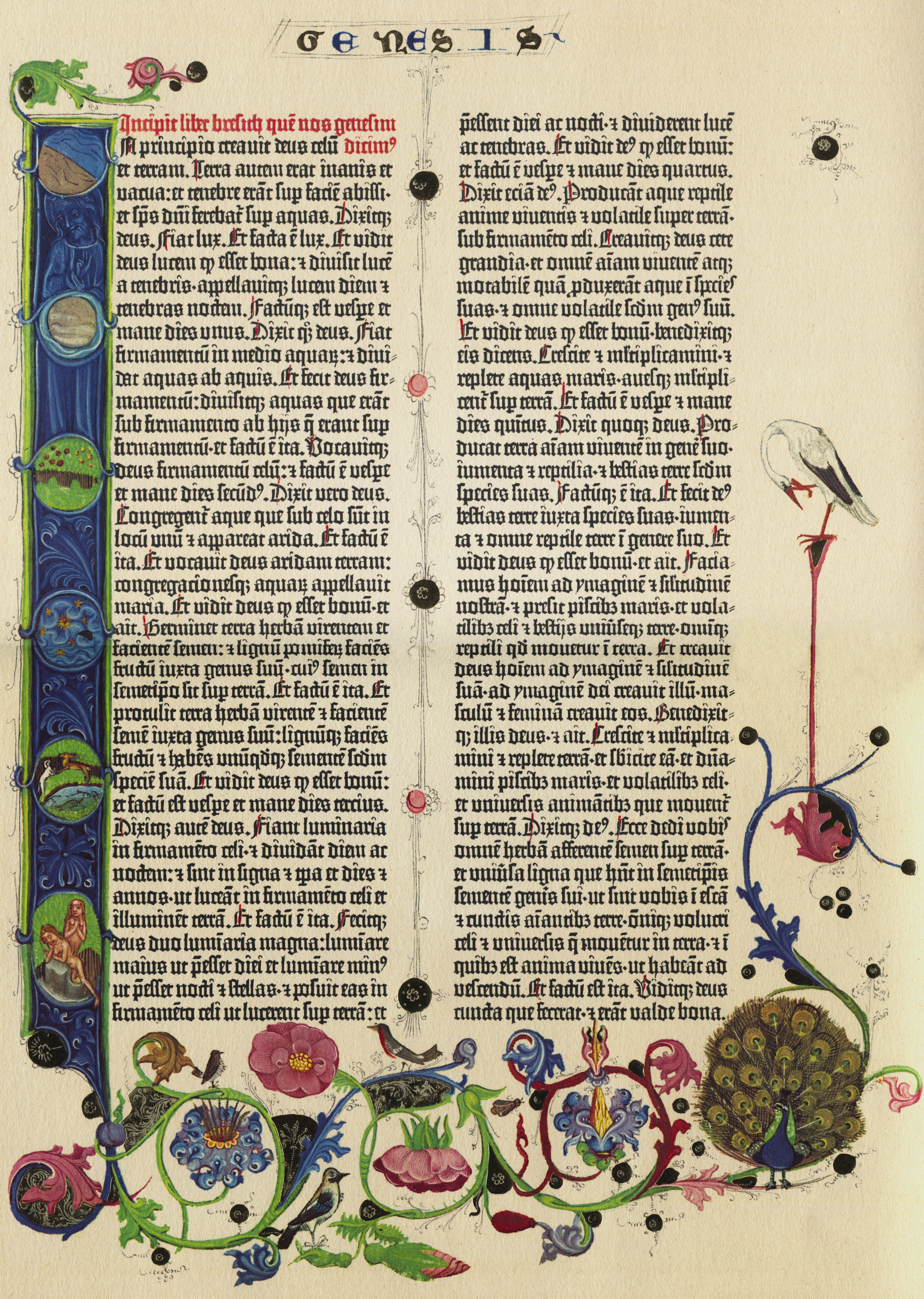
Gutenberg-Bibel, Überschrift GENESIS in Lombarden
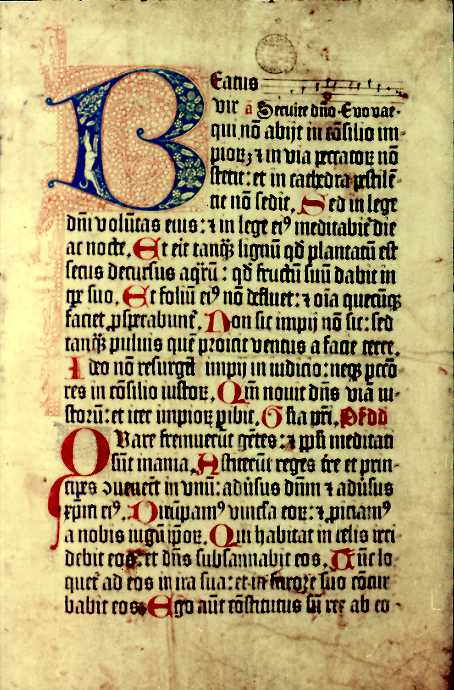
Mainzer Psalter, Ausgabe 1459: blaue verzierte Initiale und rote Lombarden (eine zweizeilig, die anderen eineinhalbzeilig)